# Publius Coelius Balbinus Vibullius Pius
Publius Coelius Balbinus Vibullius Pius  (fl. 169) était un homme politique de l'Empire romain.

## Vie
Fils de Publius Coelius Apollinaris et de sa femme Vibullia.
Il était consul en 137.
Il s'est marié avec Aquilia, fille de Publius Metilius Secundus Nepos et de sa femme Aquilia. Ils furent les parents de Marcus Aquilius Coelius Apollinaris et de Publius Caelius Apollinaris.